# ルベーグ被覆次元
数学の一分野、位相空間論におけるルベーグ被覆次元（ひふくじげん、英: Lebesgue covering dimension）あるいは位相次元（いそうじげん、英: topological dimension）は、位相空間に対して位相不変量となる次元の概念の（いくつかの同値でないものの）うちの一種である。

## 定義
位相空間 X の被覆次元は、
X の任意の有限開被覆 {\displaystyle {\mathcal {A}}} に対し、その細分となる有限開被覆 {\displaystyle {\mathcal {B}}} で、Xのどの点に対しても、それを含んでいる{\displaystyle {\mathcal {B}}}の要素が n + 1 個以下であるようなものが存在する
という条件を満足する n の最小値として定義される。そのような n が存在しないときは、その空間の被覆次元は無限であるという。

## 例
n-次元 ユークリッド空間 En の被覆次元は n である。
位相空間が被覆次元に関して 0-次元となるのは、その空間の任意の開被覆が互いに素な開集合から成る細分を持つ場合に限る。故に、そのような空間の各点は、そのような細分の開集合のうち、ちょうど一つのみに属する。
単位円の開被覆が任意に与えられたとき、開弧の族からなる細分が取れる。そのような任意の被覆は、さらに細分していけば円の各点 x が「高々」二つの開弧に属すようにすることができるから、定義により、円は次元 1 を持つ。つまり、どんな弧の族から始めたとしても、そのうちのいくつかは捨てたり縮めたりして、残りがまだ円を、ただし一重に、被覆するようにすることができる。
同様に、二次元平面における単位円板の任意の開被覆を細分して、円板の各点が三つ以上の開集合に属さないようにすることができる（二つでは一般には十分ではない）。故に円板の被覆次元は 2 となる。

## 性質
- 互いに同相な空間の被覆次元は等しい。
- ルベーグ被覆定理: 有限単体的複体のアフィン次元とルベーグ被覆次元は一致する。
- 正規空間の被覆次元は、大きい帰納次元と一致するか、より小さい。
- 正規空間 X の被覆次元が高々 n であるための必要十分条件は、X の任意の閉部分集合 A について f: A → Sn が連続ならばその拡張となる連続写像 g: X → Sn が存在することである。ここで Sn は n-次元球面を表す。
- 色つき次元に関するオストランドの定理: 正規空間 X が不等式 dim X ≤ m ≥ 0 を満たすための必要十分条件は、空間 X の任意の局所有限開被覆 {\displaystyle {\mathcal {U}}=\{U_{\alpha }\}_{\alpha \in {\mathcal {A}}}} に対して、X の開被覆 {\displaystyle {\mathcal {V}}} で n + 1 個の被覆族 {\displaystyle {\mathcal {V}}_{1},{\mathcal {V}}_{2},\dots ,{\mathcal {V}}_{n+1}}の和として表すことができるものが存在することである。ただし、{\displaystyle {\mathcal {V}}_{i}=\{V_{i,\alpha }\}_{\alpha \in {\mathcal {A}}}}で、{\displaystyle {\mathcal {V}}_{i}} たちは互いに交わらず、各 i および α に対して Vi,α ⊂ Uα を満たすものとする。

## 歴史
ルベーグの先行する結果に基づき、被覆次元の厳密な定義を初めて与えたのはチェックである。

### 歴史的な文献
- Karl Menger, General Spaces and Cartesian Spaces, (1926) Communications to the Amsterdam Academy of Sciences. English translation reprinted in Classics on Fractals, Gerald A.Edgar, editor, Addison-Wesley (1993) ISBN 0-201-58701-7
- Karl Menger, Dimensionstheorie, (1928) B.G Teubner Publishers, Leipzig.
- A. R. Pears, Dimension Theory of General Spaces, (1975) Cambridge University Press. ISBN 0-521-20515-8

### 現代的な文献
- V.V. Fedorchuk, The Fundamentals of Dimension Theory, appearing in Encyclopaedia of Mathematical Sciences, Volume 17, General Topology I, (1993) A. V. Arkhangel'skii and L. S. Pontryagin (Eds.), Springer-Verlag, Berlin ISBN 3-540-18178-4.